# Awenda Provincial Park

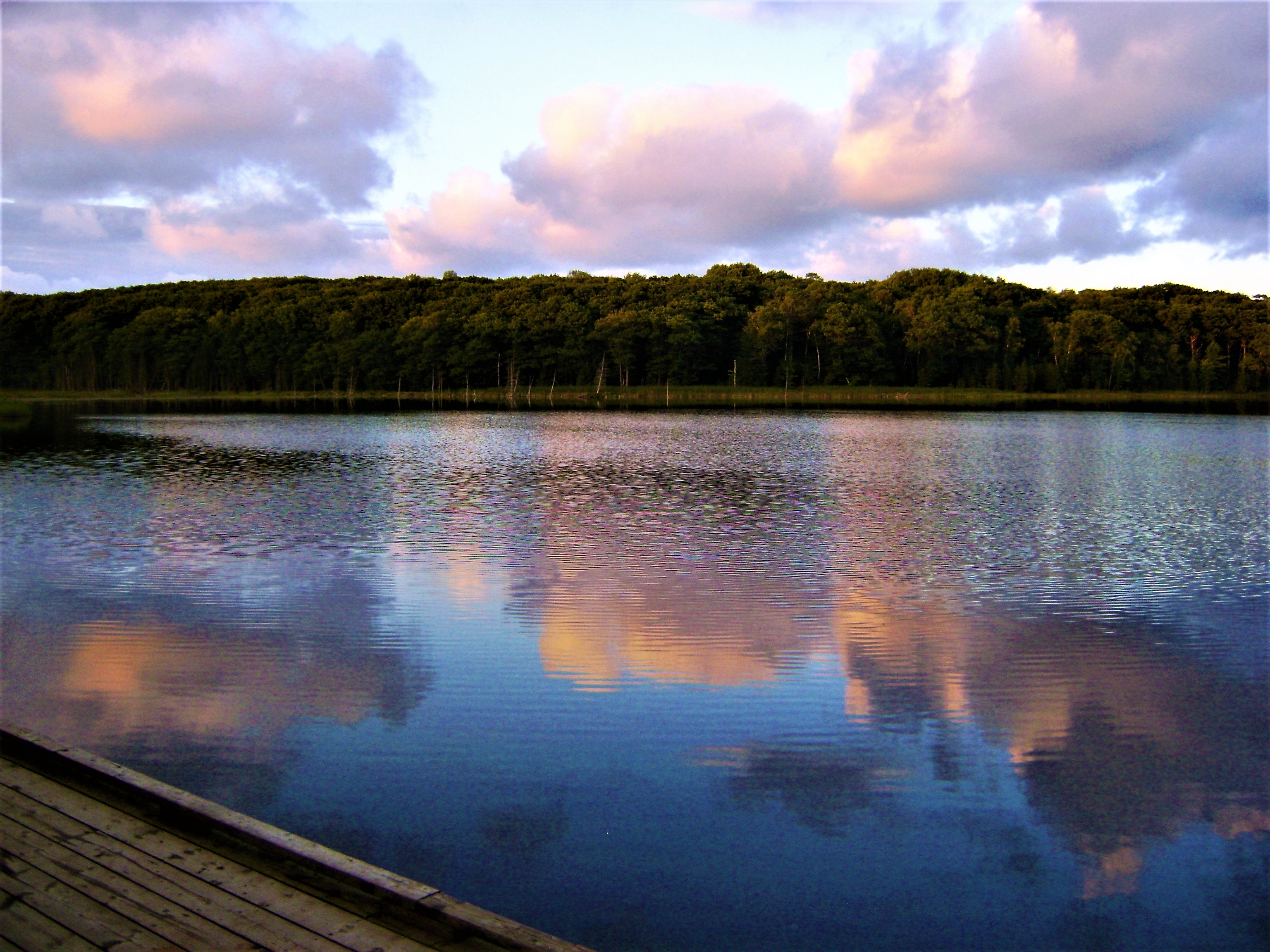
Kettle's Lake, Awenda Provincial Park

Awenda Provincial Park är en park i Kanada.   Den ligger i provinsen Ontario, i den sydöstra delen av landet, 300 km väster om huvudstaden Ottawa. Awenda Provincial Park ligger 217 meter över havet. Den ligger vid sjön Kettle's Lake.
Terrängen runt Awenda Provincial Park är platt. Närmaste större samhälle är Midland, 13,6 km sydost om Awenda Provincial Park. 
Runt Awenda Provincial Park är det ganska glesbefolkat, med 31 invånare per kvadratkilometer.